# Jason Allison
Jason Paul Allison (* 29. května 1975) je profesionální hokejový centr, který je momentálně volným hráčem bez omezení. Nejvíce je znám pro svou roli v týmu Boston Bruins, kde krátce působil i jako kapitán.

## Hráčská kariéra
Allison navštěvoval střední školu Humber Summit a Emery Collegiate Institut v North Yorku, v Ontariu. Jeho bratr Todd navštěvoval stejnou školu a hrál juniorskou ligu na nižší úrovni za Toronto Red Wings.
Po povedené kariéře za London Knights v juniorské Ontario Hockey League byl v roce 1993 draftován na 17. místě celkově týmem Washington Capitals.
V částech dvou sezon hrál za Los Angeles Kings, kde se na krátkou dobu sehrál s Žigmundem Pálffym a Adamem Deadmarshem. Dále hrál za Boston Bruins a Washington Capitals. V jeho nejlepší sezoně, 2000–01, si připsal 95 bodů. V kariéře odehrál 552 zápasů a připsal si 154 gólů, 331 asistencí a 485 bodů. Ve svých 25 zápasech v play-off zaznamenal 25 bodů. Přišel o většinu sezony 2002–03 a o celou následující sezonu kvůli zranění krku a otřesu mozku.
Před sezonou 2005–06 podepsal jednoletou smlouvu na 1,5 milionu dolarů s Toronto Maple Leafs. V zápase proti Montreal Canadiens ale utrpěl zranění ruky a ve zbytku sezony už si nezahrál. Po sezoně se stal volným hráčem bez omezení. Toronto s ním novou smlouvu podepsat nechtělo, protože kouč Paul Maurice a generální manažer John Ferguson, Jr. si nemysleli, že by se jim do týmu hodil, kvůli jeho špatnému bruslení a vysokému věku. Leafs v té době budovali mladý a rychlý tým.
Allison nepodepsal smlouvu ani před začátkem další sezony a severně od Toronta si otevřel stáje.
28. srpna 2009 podepsal zkušební smlouvu s Toronto Maple Leafs.

### Pokus o comeback
Allison byl pozván do tréninkového kempu Maple Leafs v září 2009 a trénoval s týmem na začátku sezony přípravných zápasů. Profesionální hokej nehrál od sezony 2005–06, kdy si za Leafs připsal 17 gólů a 60 bodů.
Allison ale zkouškou neprošel, nestačila ani bitka s Darrollem Powem z Philadelphia Flyers, kterému rozpůlil helmu holou rukou. 28. září, kouč Maple Leafs, Ron Wilson, potvrdil, že Allison není v plánech jeho týmu.

### Ocenění
- 1994 – vyhlášen nejlepším hráčem kanadských juniorských lig
- 2001 – Utkání hvězd NHL

## Prvenství
- Debut v NHL – 12. dubna 1994 (Washington Capitals proti Winnipeg Jets)
- První asistence v NHL – 14. dubna 1994 (Buffalo Sabres proti Washington Capitals)
- První gól v NHL – 27. ledna 1995 (Washington Capitals proti New York Islanders, brankáři Jamie McLennan)
- První hattrick v NHL – 8. ledna 1998 (Boston Bruins proti Phoenix Coyotes)

## Klubové statistiky
| Sezóna       | Klub                | Soutěž       |     | Základní část | Základní část | Základní část | Základní část | Základní část |   | Play off | Play off | Play off | Play off | Play off |
| Sezóna       | Klub                | Soutěž       | Z   | G             | A             | B             | TM            | Z             | G | A        | B        | TM       |          |          |
| 1991–92      | London Knights      | OHL          | 65  | 11            | 19            | 30            | 15            | 7             | 0 | 0        | 0        | 0        |          |          |
| 1992–93      | London Knights      | OHL          | 66  | 42            | 76            | 118           | 50            | 12            | 7 | 13       | 20       | 8        |          |          |
| 1993–94      | London Knights      | OHL          | 56  | 55            | 87            | 142           | 68            | 5             | 2 | 13       | 15       | 13       |          |          |
| 1993–94      | Washington Capitals | NHL          | 2   | 0             | 1             | 1             | 0             | —             | — | —        | —        | —        |          |          |
| 1994–95      | London Knights      | OHL          | 15  | 15            | 21            | 36            | 43            | —             | — | —        | —        | —        |          |          |
| 1994–95      | Portland Pirates    | AHL          | 8   | 5             | 4             | 9             | 2             | 7             | 3 | 8        | 11       | 2        |          |          |
| 1994–95      | Washington Capitals | NHL          | 12  | 2             | 1             | 3             | 6             | —             | — | —        | —        | —        |          |          |
| 1995–96      | Portland Pirates    | AHL          | 57  | 28            | 41            | 69            | 42            | 6             | 1 | 6        | 7        | 9        |          |          |
| 1995–96      | Washington Capitals | NHL          | 19  | 0             | 3             | 3             | 2             | —             | — | —        | —        | —        |          |          |
| 1996–97      | Washington Capitals | NHL          | 53  | 5             | 17            | 22            | 25            | —             | — | —        | —        | —        |          |          |
| 1996–97      | Boston Bruins       | NHL          | 19  | 3             | 9             | 12            | 9             | —             | — | —        | —        | —        |          |          |
| 1997–98      | Boston Bruins       | NHL          | 81  | 33            | 50            | 83            | 60            | 6             | 2 | 6        | 8        | 4        |          |          |
| 1998–99      | Boston Bruins       | NHL          | 82  | 23            | 53            | 76            | 68            | 12            | 2 | 9        | 11       | 6        |          |          |
| 1999–00      | Boston Bruins       | NHL          | 37  | 10            | 18            | 28            | 20            | —             | — | —        | —        | —        |          |          |
| 2000–01      | Boston Bruins       | NHL          | 82  | 36            | 59            | 95            | 85            | —             | — | —        | —        | —        |          |          |
| 2001–02      | Los Angeles Kings   | NHL          | 73  | 19            | 55            | 74            | 68            | 7             | 3 | 3        | 6        | 4        |          |          |
| 2002–03      | Los Angeles Kings   | NHL          | 26  | 6             | 22            | 28            | 20            | —             | — | —        | —        | —        |          |          |
| 2003–04      | Nehrál - zranění    | —            | —   | —             | —             | —             | —             | —             | — | —        | —        | —        |          |          |
| 2004–05      | Nehrál - stávka     | —            | —   | —             | —             | —             | —             | —             | — | —        | —        | —        |          |          |
| 2005–06      | Toronto Maple Leafs | NHL          | 66  | 17            | 43            | 60            | 76            | —             | — | —        | —        | —        |          |          |
| Celkem v NHL | Celkem v NHL        | Celkem v NHL | 552 | 154           | 331           | 485           | 441           | 25            | 7 | 18       | 25       | 56       |          |          |
| Celkem v OHL | Celkem v OHL        | Celkem v OHL | 202 | 123           | 203           | 326           | 167           | 24            | 9 | 26       | 35       | 21       |          |          |